# Territoris d'Ultramar Francesos

Evolució de l'Imperi colonial francès

Els territoris d'ultramar francesos (francès territoire d'outre-mer o TOM) són una antiga divisió administrativa de França al territori de la França d'Ultramar que no té la condició de departament d'ultramar. Es va referir a les diferents realitats de la Quarta República, on es qualificà a la majoria de les antigues colònies, i la Cinquena República Francesa, on concernia un nombre molt més petit dels territoris.
Des de 1998, els TOM només en són tres (Polinèsia Francesa, TAAF i Wallis i Futuna), el que va portar a la supressió d'aquesta categoria jurídica en la reforma constitucional de 28 de març de 2003 i la seva substitució pel de col·lectivitat d'ultramar.
El terme es continua usant legalment per a designar les Terres Australs i Antàrtiques Franceses, i s'utilitza comunament per referir-se a les COM, però ja no apareix a la Constitució francesa.

## Estatut

### Els territoris d'ultramar sota la IVa República
Nombroses colònies franceses havien passat a estar qualificades de « territori ». Aquesta denominació generalment estava reservades a les colònies menys desenvolupades o les més recents. La utilització moderna de « territori » en el marc colonial francès apareix amb la llei núm. 46-973 del 9 de maig de 1946. que creà el Territori de les Comores, aplegant l'arxipèlag de les Comores.
La categoria jurídica de "territori d'ultramar" apareix amb la creació de la Unió Francesa en la Constitució de 27 octubre de 1946 (Art. 60 a 62). La llei aplicable als territoris d'ultramar es defineix més específicament en els articles 73 a 82. Segons la Constitució, els territoris d'ultramar eren col·lectivitats territorials de la República, no metropolitanes i no departementalitzades.

#### Les col·lectivitats territorials no departementalitzades
L'article 60 de la constitució de 27 d'octubre de 1946 diferenciava « els departaments i territoris d'ultramar » dels « territoris i Estats associats ».
Els « Estats associats » (Indoxina, Marroc i Tunísia) són representats a l'Alt Consell de la Unió francesa creat per l'article 65 de la Constitució però no són pas representants a l'Assemblea Nacional Francesa ni al Consell de la República. Els « territoris associats » (Togo i Camerun, antics mandats de la Societat de Nacions) en formaren part, però com que esdevingueren independent al cap dels temps els seus ciutadans no tingueren la nacionalitat francesa.
Els habitants dels TOM es beneficien tant la nacionalitat francesa com del sufragi universal per a elegir les seves assemblees locals per primera vegada en les colònies franceses. Els TOM depenien del Ministeri d'Ultramar, substitut del Ministeri de les colònies, i se suposa que "s'administraran lliurement a través dels consells elegits per sufragi universal", on les decisions són executades pel seu president. No obstant això, la Constitució manté el règim dels decrets, en virtut del qual la competència per entendre l'aplicació d'una la llei als territoris d'ultramar és del cap d'Estat.
El Consell d'Estat va interpretar l'article 72 de la Constitució, com a mantenint el sistema de l'especialitat legislativa, en virtut del qual es presumeix que les lleis i decrets no s'apliquen de forma automàtica als territoris d'ultramar.

#### Llista dels TOM sota la quarta república

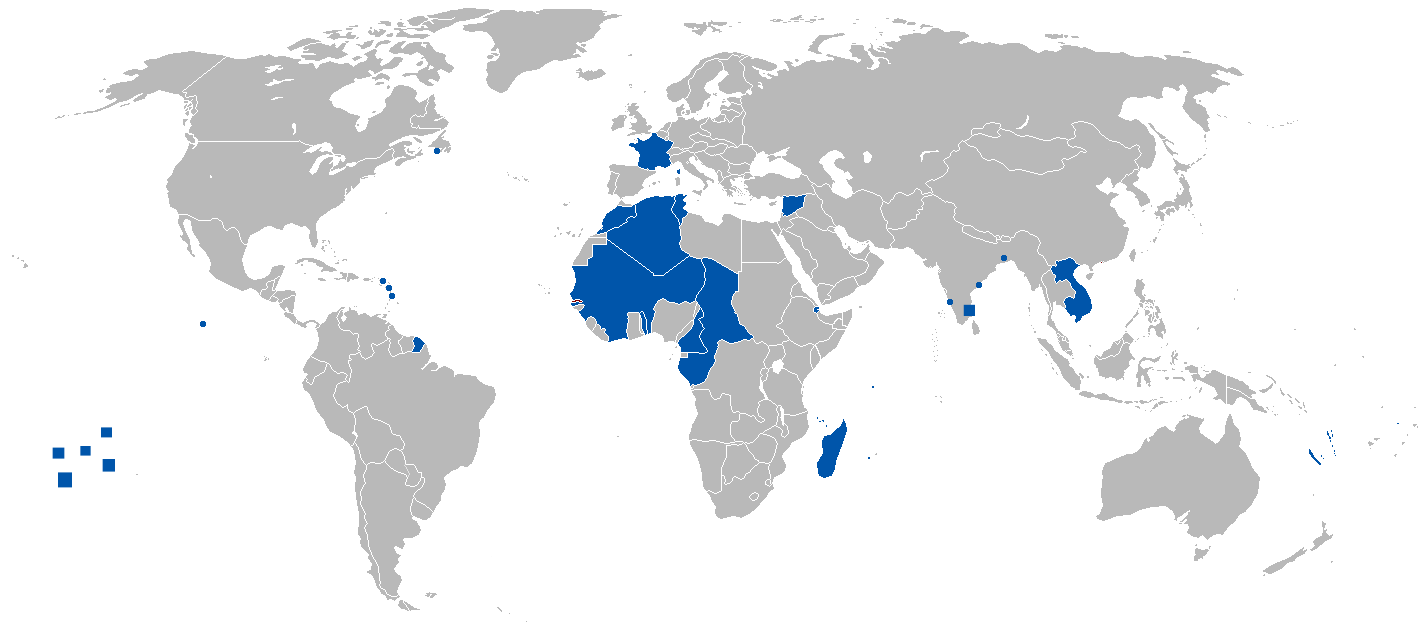
França en 1920

L'article 4 de la llei núm 46-2385 del 27 d'octubre de 1946 sobre la composició i l'elecció de l'Assemblea de la Unió Francesa en dona la primera enumeració. És compost de les següents colònies franceses, que van prendre totes elles el nom de « territori » :
- Àfrica Equatorial Francesa (Gabon, Congo francès, Ubangui i Txad);
- Àfrica Occidental Francesa (Costa d'Ivori, Dahomey, Guinea, Alt Volta, Mauritània, Níger, Senegal i Sudan);
- Comores;
- Establiments francesos a Oceania (des de 1957 Polinèsia Francesa);[6]
- Índia Francesa;
- Madagascar;
- Nova Caledònia;
- Saint-Pierre i Miquelon;
- Territori del Somalilàndia.

En 1947 es creà el territori de l'Alt Volta. El 2 de febrer de 1951 França va signar amb la Unió Índia un tractat de cessió de Chandernagor, oficialitzat l'abril de 1952. El 21 d'octubre de 1954 es redactà un acord similar entre ambdós països per a la resta dels establiments francesos a l'Índia, confirmat per un tractat signat a Nova Delhi el 28 de maig de 1956.Però com l'Assemblea Nacional Francesa no autoritzà la ratificació d'aquest fins a juliol de 1962 el Territori Francès de l'Índia existí nominalment durant tota la IVa república.
Finalment, la llei núm 55-1052 del 6 d'agost de 1955 creà el Territori de les Terres Australs i Antàrtiques Franceses, comprenent diverses illes de l'oceà Índic meridional i una porció de l'Antàrtic reivindicat per França. Clipperton, les Noves Hèbrides i Wallis i Futuna no es convertiren en TOM.

### Els territoris d'ultramar sota la Cinquena República
En l'estiu de 1958, un comitè establert per la president del Consell Charles de Gaulle redactà una constitució per a la revisió de la Quarta República. Es va procedir a una veritable reescriptura, especialment per als territoris d'ultramar. En efecte, d'acord amb el projecte validat a l'agost pel govern i per referèndum en setembre, la Unió Francesa és substituïda per Comunitat francesa, que inclou la República Francesa i els Estats membres.
Si bé els estats membres són destinats a la independència a mitjà termini, els territoris d'ultramar, adjuntats a la República francesa i censats com a francesos però amb capacitat de canviar el seu estatut posteriorment. Com que dotze dels antics TOm escolliren esdevenir estats membres i que la Guinea escollí la independència, només van conservar l'estatut de TOM durant la Quarta República sis territoris:
- Territori de les Comores
- Territori de Nova Caledònia
- Territori de la Polinèsia Francesa
- Territori de Saint-Pierre i Miquelon
- Territori dels Somalis (esdevingut Territori Francès dels Àfars i dels Isses en 1967)[12]
- Territori de les Terres Australs i Antàrtiques Franceses

Dos territoris amb estatut vague foren regularitzats els anys següents : les Illes Esparses de l'Oceà Índic foren posades sota control directe del ministeri d'Ultramar en 1960 i les illes Wallis i Futuna, que van rebre l'estatut de TOM de ple dret. El petit illot deshabitat de Clipperton, administrat des de la Polinèsia Francesa, i sobretot el condomini francoanglès de les Noves Hèbrides, eren durant els anys 1960 les úniques possessions ultramarines franceses que no eren ni un DOM ni un TOM.
Dos TOM desaparegueren en el següent decenni en el marc de la descolonització. En primer lloc el Territori de les Comores el 6 de juliol de 1975. Mayotte, que havia decidit restar francesa després de dos referèndums convocats els mesos precedents, entre uns llimbs jurídics, fins que esdevingué al desembre de 1976 una col·lectivitat territorial sui generis destinada eventualment a esdevenir un departament. El territori dels Afars i els Issas es va independitzar el 27 de juny de 1977 sota el nom de Djibouti.
Dos altres TOM desaparegueren per canvi d'estatut : Saint-Pierre i Miquelon esdevingué un departament d'ultramar en 1976 i Nova Caledònia esdevingué una col·lectivitat sui generis en 1998
Per tant, a la fi del segle xx, només hi ha tres territoris d'ultramar, el que ha fet escriure al senador René Garrec en 2002 dins un projecte de llei constitucional que l'estatut esdevingué una « categoria jurídica en desús»:
- la Polinèsia Francesa ;
- les Terres Australs i Antàrtiques Franceses ;
- Wallis i Futuna.

Els parlamentaris proposaren aleshores crear una nova categoria de col·lectivitats situats a ultramar : les col·lectivitats d'ultramar, que reagrupen alhora els antics TOM i aquells que no tenen aquest estatut (Mayotte i Saint-Pierre i Miquelon), per tal de « reunir en un mateix marc constitucional les col·lectivitats regides, totalment o parcialment, pel principi d'especialitat legislativa i que no formen pas part de la Unió Europea. Regulada pel títol XIII de la Constitució, Nova Caledònia restà a part, mentre que les TAAF, sense població autòctona permanent, pot restar el « darrer territori d'ultramar en virtut de la seva llei estatutària del 6 d'agost de 1955 ». Després de l'aprovació de la revisió constitucional de 2003, el terme « Territori d'ultramar » desaparegué de la Constitució francesa.